# Roberto Chiacig
Roberto Chiacig, né le 1er décembre 1974 à Cividale del Friuli en Italie, est un joueur italien de basket-ball évoluant au poste d'intérieur.

## Clubs successifs
- 1993-1994 :  Benetton Trévise
- 1994-1995 :  Floor Padova
- 1995-1996 :  Benetton Trévise
- 1996-1997 :  AEK Athènes
- 1997-1998 :  Teamsystem Bologne
- 1998-1999 :  Zucchetti Reggio Emilia puis   Teamsystem Bologne
- 1999-2000 :  Zucchetti Montecatini
- 2000-2006 :  Montepaschi Siena
- 2006-2007 :  Pamesa Valencia
- 2007 :  Lottomatica Roma
- 2007-2009 :  Virtus Bologne
- 2009-2011 :  Scafati Basket

## Palmarès

### En club
- Vainqueur de la Coupe Saporta 2002
- Champion d'Italie 2004
- Vainqueur de la Coupe d'Italie 1998
- Vainqueur de la SuperCoupe d'Italie 2004

### Sélection nationale
Jeux olympiques d'été
- Médaille d'argent des Jeux olympiques de 2004 à Athènes,

Championnat d'Europe de basket-ball
- Médaille de bronze des Championnats d'Europe 2003 en  Suède
- Médaille d'or des Championnats d'Europe 1999 en  France
- Médaille d'argent des Championnats d'Europe 1997 en  Espagne

### Distinctions personnelles
- All Star du championnat italien 2000, 2003
- MVP de la Coupe Saporta 2002
- Meilleur rebondeur du championnat italien 2002 : 9.4 rebonds/match
- : il est fait Officier de l'Ordre du Mérite de la République italienne, le 27 septembre 2004[1], à l'initiative du Président de la République.